# Akonadi
Akonadi é um serviço de armazenamento de dados e metadados de gerenciamento de informações pessoais (personal information management - PIM), nomeado em homenagem à deusa oráculo de justiça em Gana. Ele é um dos "pilares" (tecnologias de núcleo) por trás do projeto KDE SC 4, embora seja concebido para ser utilizado em qualquer ambiente de trabalho. É extensível e oferece leitura simultânea, gravação e acesso de consulta.